# Francesco Chieffi
Francesco Chieffi (Ittiri, 6 marzo 1906 – 15 novembre 1968) è stato un politico italiano.
È stato deputato all'Assemblea Costituente, e deputato alla Camera nella I legislatura.
È stato presidente del gruppo Italcable-Italo-Radio

## Controversia
Nella seduta del 13 dicembre 1947, i deputati Alberto Cianca ed Emilio Lussu avevano mosso delle accuse nei confronti di Chieffi: il primo l'aveva nominato "collaboratore dei tedeschi", ed il secondo aveva dichiarato che Chieffi era stato "fornitore di donne ai tedeschi".

Il 22 dicembre 1947 un'apposita Commissione di indagine parlamentare, presieduta da Luigi Gasparotto, concluse a maggioranza che le accuse erano senza fondamento sotto ogni profilo. Alcuni membri della commissione hanno presentato una relazione di minoranza, che non è stata resa nota per questioni regolamentari..